# 明止堂
明止堂全称是明止堂中国字砖陈列馆，是一个位于上海的砖主题博物馆，创始人和馆长是朱明歧。

## 历史
创始人朱明歧是上海嘉定区人，1992年在浙江上虞县驿亭镇偶然机会发现古砖，产生兴趣后20多年来四处收集带字古砖，并利用自己一间旧厂房改建为博物馆，2014年建成开放，位于上海市嘉定区漳浦路118号，陈列面积近4,000平方米。馆藏从战国时期到中华人民共和国的历代年号砖、记事砖、吉语砖和画像砖等古砖4万余块，其中魏晋南北朝时期的古砖数量最多。馆名由中国历史学家李学勤题写。
2016年3月25日由中国社会科学院考古研究所在此处设立“中国社会科学院考古研究所明止堂古砖保护研究基地”。
2019年10月被评为第七批上海市爱国主义教育基地。

## 交通
- 上海轨道交通11号线嘉定西站

## 营业时间
- 周一至周日：上午八点半至下午五点